# 多维尔 (芒什省)
多维尔（法語：Doville，法語發音：[dɔvil]）是法国芒什省的一个市镇，属于库唐斯区。

## 地理
多维尔（49°19'54"N, 1°32'25"W）面积11.09 平方千米，位于法国诺曼底大区芒什省，该省份为法国西北部沿海省份，西、北、东北三面环大西洋，东起顺时针与卡爾瓦多斯省、奧恩省、马耶讷省和伊勒-维莱讷省接壤。
与多维尔接壤的市镇（或旧市镇、城区）包括：卡特维尔、讷梅尼勒、圣尼古拉-德皮埃尔蓬、圣索沃尔-德皮埃尔蓬、圣索沃尔勒维孔特、瓦朗格贝克。

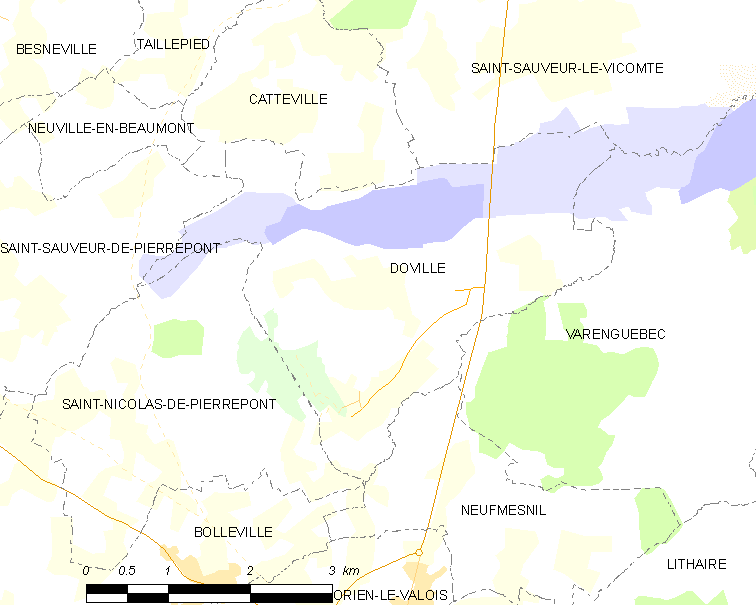
的OSM定位图

多维尔的时区为UTC+01:00、UTC+02:00（夏令时）。

## 行政
多维尔的邮政编码为50250，INSEE市镇编码为50166。

## 政治
多维尔所属的省级选区为克雷昂斯县。

## 人口

1962-2008年间人口变化图示

多维尔于2022年1月1日时的人口数量为326人。